# San Miniato
San Miniato (dříve San Miniato al Tedesco) je město v provincii Pisa v oblasti Toskánska v Itálii.
San Miniato leží na historicky strategickém místě na vrcholu tří kopců, kde dominuje údolí řeky Arno, mezi údolími řek Egola a Elsa. Dřívější doplněk názvu al Tedesco („do němčiny“) jej jasně odlišoval od kláštera San Miniato al Monte ve Florencii, který je od města vzdálen asi 40 kilometrů na severovýchod. Žije zde přibližně 28 tisíc obyvatel.

## Historie
Město bylo situováno při středověké silnici via Francigena, hlavní spojovací trase mezi severní Evropou a Římem. Stojí také na křižovatce silnic Florencie–Pisa a Lucca–Siena. Po staletí bylo město proto vystaveno neustálému proudění spřátelených i nepřátelských armád, obchodníků se různým zbožím a cestujícím z blízka i z dálky.
Archeologické nálezy dosvědčují osídlení okolí města od paleolitu. Jako antické sídlo bylo známo Etruskům i Římanům, kteří tu zřídili vojenskou stanici „Quarto“.

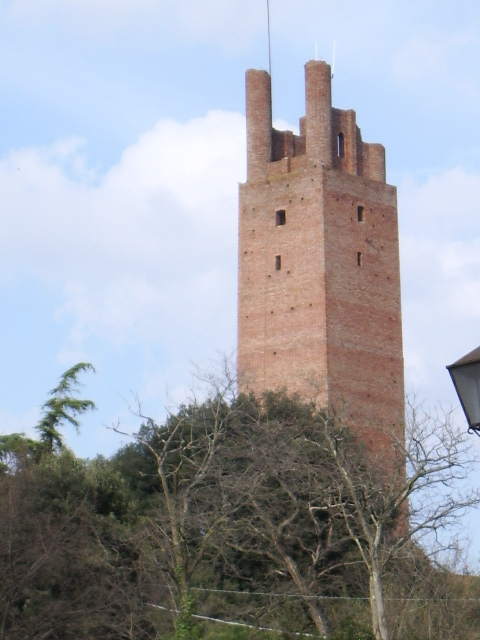
Věž císaře Fridricha II.

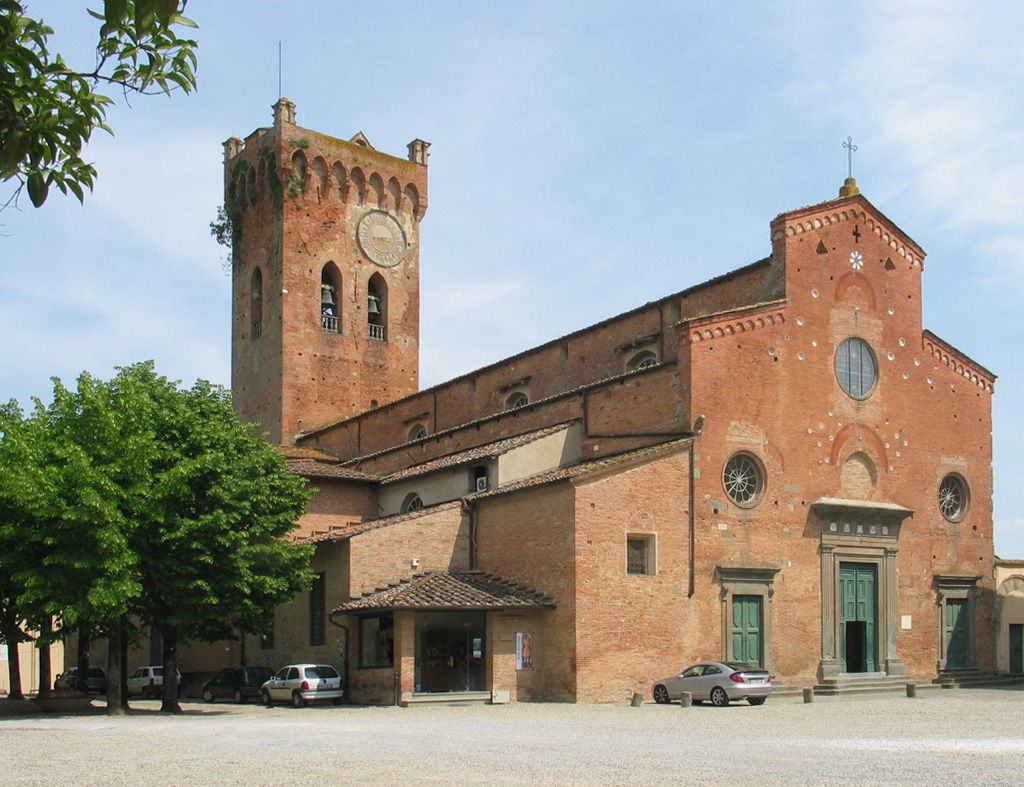
Dóm

První zmínka v historických dokumentech je o vesnici postavené Langobardy roku 793 kolem kaple zasvěcené Svatému Miniatovi. Do konce 10. století se San Miniato rozrostlo na početnou a opevněnou osadu, oddělenou příkopem a chráněnou hradem postaveným císařem Otou I. Velikým. V roce 1116 se nový císařský vikář pro Toskánsko jménem Rabodo usadil v San Miniatu namísto Florencie, a přesunul sem církevní vládu. Označení al Tedesco se ve 12.–13. století pojilo s fakty, že se zde usazovali Němci a jako císařští vikáři vládli v Toskánsku většinou taky Němci.
První kamenné hradby s obrannými věžemi byly vystavěny ve 12. století za italské vlády císaře Fridricha Barbarossy z dynastie Štaufů. Za jeho vnuka Fridricha II. bylo město dále opevněno širšími hradbami a dalším obranným valem, byla vystavěna Rocca s věží. Během posledních let 13. století a ve 14. století bylo San Miniato vtaženo do pokračujícího politického konfliktu mezi stranami ghibellinů a guelfů. Zpočátku patřilo ghibellinům, od roku 1291 guelfům, ve spojenectví s Florencií v roce 1307 bojovalo proti ghibellinskému Arezzu. V roce 1347 se San Miniato dostalo pod florentskou nadvládu. Jen na krátkou dobu let 1367–1370 se na popud Pisy proti Florencii vzbouřilo. Samostatné bylo také v období let 1777–1779 po dobytí Napoleonem.[zdroj⁠?!] Kanovníkem zde byl Napoleonův příbuzný Filip Bonaparte, jeho palác s pamětní tabulkou o Napoleonově návštěvě se dochovaly. Jako dosavadní součást velkovévodství Toskánského bylo San Miniato po vyhnání velkovévodů roku 1860 včleněno do nově vytvořeného Italského království.

## Památky
- Věž císaře Fridricha II. Štaufského ze 13. století
- Katedrála: Dóm Nanebevzetí Panny Marie a sv. Genesia, původně románská trojlodní bazilika vícekrát přestavěná
- Diecézní muzeum (vedle katedrály), cenná sbírka gotického až barokního umění, mj. Lorenzo Monaco, Filippo Lippi, Andrea Verrocchio, Giambattista Tiepolo[2]
- Palazzo vescovile – biskupský palác (hrad), sídlo městské správy
- Palazzo dei Vicari (nyní hotel), dal vystavět římský císař Oto IV., dochovaly se románské fresky
- Palazzo comunale – gotická budova radnice ze 14. století
- Palazzo Grifone – renesanční budova
- Chiesa San Domenico – kostel sv. Dominika ze 14. století, cenná výzdoba interiéru: reliéf z terakoty vytvořil Luca della Robbia, fresky Masolino da Panicale, sochu jednoho náhrobku vytvořil Donatello
- Chiesa San Francesco − kostel minoritů, jejich konvent roku 1221 otevřel osobně sv. František z Assisi

## Slavnosti
- Každoročně 25. srpna se slaví svátek sv. Genesia.
- Od roku 1969 se každoročně po 3 víkendy v listopadu koná gastronomická slavnost bílého čokoládového truffelu (Mostra Mercato Nazionale del Tartufo Bianco di San Miniato).[3]

## Partnerská města
- Ouagadougou, Burkina Faso
- Silly, Belgie
- Villeneuve-lès-Avignon, Francie
- Betlém, Palestina